# Fiedler Erika
Fiedler Erika (Budapest, 1964. július 8. –) magyar válogatott kézilabdázó, Fiedler Adrienne kézilabdakapus húga. Jelenleg a Ferencváros utánpótlásánál edző.

## Pályafutása
Gyerekként a IX. kerületben járt iskolába, így a Ferencváros csapatában kezdett el kézilabdázni. Hivatásos pályafutását 1981-ben kezdte, amikor a Körcsarnokban pályára lépett egy Ferencváros-DMVSC mérkőzésen, melyet a Fradi 22-19-re megnyert. Pályafutása során 669 mérkőzésen 1423 gólt szerzett a Fradiban.
A zöld-fehérekkel négy bajnoki címet, öt kupagyőzelmet ünnepelhetett, illetve ezüstérmes lett az 1994-es KEK-döntőben.
A válogatottban 7 mérkőzésen 3 gólt szerzett.
Pályafutását 1998-ban, egy Metz elleni mérkőzésen fejezte be. 2002 óta a Ferencváros utánpótláskorú kézilabdázóival foglalkozik.

## Sikerei
- NB 1:
  - Bajnok: 1993-94, 1994-95, 1995-96, 1996-97.[3]
- Magyar Kupa:
  - Győztes:  1993, 1994, 1995, 1996, 1997.[4]

### Díjai, elismerései
- Centenáriumi aranydiploma: 1999.[2]
- Springer-díj: 1994.[2]

## Egyéb
- Nővére, Fiedler Adrienne a Ferencváros egykori kézilabdakapusa volt.
- Eredetileg földrajztudomány-testnevelés szakos tanár, 1989-ben végzett az ELTE Tanító- és Óvóképző Karán, azonban nem dolgozott tanárként.[1]
- Edzői munkája mellett egy képkeretező vállalkozás résztulajdonosa.[1]